# Поппер, Джон
Джон Поппер (родился 29 марта 1967 г.) — американский музыкант и автор песен. Он наиболее известен своей ролью фронтмена рок-группы Blues Traveler, исполняющей гармонику, гитару и вокал.

## Ранняя жизнь
Джон Поппер родился в Шардоне, штат Огайо. Его отец был венгерским иммигрантом, который покинул Будапешт в 1948 году. Через него Поппер связан с Дэвидом Поппером, европейским виолончелистом 19 века, чьи сольные произведения для виолончели являются основными в репертуаре инструмента. Мать и брат Джона — юристы.
Поппер вырос в Стэмфорде, Коннектикуте, Нью-Йорке и Нью-Джерси. Он учился в школе Давенпорт-Ридж, католической средней школе Стэмфорда (ныне католическая средняя школа Тринити) и средней школе Принстона, которую окончил в 1986 году. Он брал уроки игры на фортепиано, виолончели и гитаре, но ни к одному из них он не прижился и ненавидел, когда его заставляли тренироваться.
Изначально он хотел стать комиком, обнаружив, что может использовать юмор, чтобы заводить друзей и избегать хулиганов, но когда он и его друг исполнили рутину в роли братьев Блюз, он обнаружил, что ему также нравится музыкальное выступление. Оттуда он занялся губной гармошкой. Поппер играл на трубе в джаз-бэнде принстонской средней школы и убедил учителя позволить ему вместо этого играть на губной гармошке после соло в классе на песню «She Blinded Me With Science».
Вместе с друзьями он сформировал несколько гаражных групп в Принстоне, штат Нью-Джерси, одна из которых превратилась в Blues Traveler в 1987 году. После окончания средней школы все участники группы переехали в Нью-Йорк, где Поппер поступил в The New School for Jazz and Contemporary. Музыка вместе с двумя его товарищами по группе и школьным другом Крисом Бэрроном. Поппер присутствовал на занятиях три года, но посвятил себя группе все время после того, как они подписали контракт на запись в 1990 году.

## Карьера

### Blues Traveler
Поппер — один из основателей Blues Traveler, выступающий в качестве фронтмена группы с ведущим вокалом и губной гармошкой. В некоторых песнях он отказывается от губной гармошки в пользу гитары, чаще всего 12-струнной акустической. Кроме того, Поппер играл в свисток на некоторых записях.
Как плодовитый автор песен, он написал большинство текстов и музыки для песен Blues Traveler.
Группа приобрела популярность благодаря своим обширным гастролям, иногда с более чем 300 концертами в год, и приобрела репутацию на сцене джем-бэндов 1990-х годов. Blues Traveler перешла к успеху на популярном и рок-радио с их четвертым альбомом 1994 года, который получил широкое освещение в СМИ. Премия Грэмми за лучшее рок-исполнение дуэта или группы с вокалом в 1996 году была присуждена песне «Run-Around», которую написал Поппер.

### Сольная работа
В 1990 году Поппер начал давать время от времени сольные концерты в дополнение к гастролям с Blues Traveler. Несколько песен, возникших как сольные пьесы Поппера, вошли в репертуар Blues Traveler, и наоборот.
Поддержанный массовым успехом Blues Traveler, Поппер выпустил сольный альбом Zygote в 1999 году и гастролировал в его поддержку со своей собственной группой John Popper Band. Альбом был спродюсирован Терри Мэннингом, а группа поддержки состояла из давних друзей Дэйва Ареса, Круги Риччио и Роба Клореса из Cycomotogoat, с барабанщиком Картером Бьюфордом из Dave Matthews Band. Релиз альбома состоялся менее чем через три месяца после его операции на сердце и всего через несколько дней после смерти Бобби Шихана, товарища по группе и лучшего друга Поппера. Последующий тур был отменен на полпути из-за плохой продажи билетов, и Поппер вместо этого нашел время, чтобы сосредоточиться на своем здоровье.
Поппер написал песни в соавторстве с Треем Анастасио, Уорреном Хейнсом, Крисом Бэрроном и Джонни Лэнгом. Он также часто появляется в качестве приглашенного исполнителя с музыкантами, как известными, так и малоизвестными, из самых разных жанров. Он выступал, среди прочего, с джем-группами Spin Doctors, Dave Matthews Band, Phish и совсем недавно с Allman Brothers Band в 2009 году; блюзмены Эрик Клэптон и Би Би Кинг; авторы-исполнители Джейсон Мраз и Джон Майер; саксофонист Карл Денсон; «Гончие Каланна» в Сан-Франциско; хэви-метал группа Metallica; рок-трио ZO2 и даже посол Венгрии в США Андраш Симони. Он сидел с Smashing Pumpkins на второй день их акустического выступления Bridge School Benefit в 1997 году, играя на губной гармошке для их песни «Porcelina of the Vast Oceans»; Соло Поппера вызвало бурные аплодисменты публики. Он также выступал с Grateful Dead в честь Билла Грэма в 1991 году. Он был гитаристом на губной гармошке в альбоме Хэнсона This Time Around в 2000 году, для которого он выступал на «If Only» и «В городе». Он также сочинил, написал и исполнил заглавную песню для девятого сезона ситкома «Розанна».
В 2017 и 2018 годах Джон начал давать сольные акустические выступления в Соединенных Штатах. Его часто аккомпанирует клавишник Blues Traveler Бен Уилсон, и он исполняет песни, охватывающие как Blues Traveler, так и его обширный сольный каталог.

### Побочные проекты
В 1992 году Поппер задумал фестиваль HORDE как место встречи для начинающих независимых музыкантов. Он работал до 1998 года.
Поппер был частью студийной группы, которую в 1997 году собрал нью-йоркский барабанщик / автор песен Соломон Дениро. Среди других игроков были Трей Ганн, Берни Уоррелл, Марк Рибо и Вернон Рид. Единственные записи группы были выпущены как альбом Gimme Gimme под названием The Devotees. Эта же запись была переиздана Дениро в 2001 году под названием Solomon.
Поппер стал фронтменом супергруппы Frogwings, которая выпустила концертный альбом Croakin 'at Toad’s в 1998 году. Frogwings был в основном активен до 2000 года.
Недавно Поппер вместе с DJ Logic сформировал рок / джаз / хип-хоп- фьюжн- группу John Popper Project, которая выпустила альбом в 2006 году и периодически выступает. Он также выступает в альбоме Global Noize Джейсона Майлза и DJ Logic (2008).
Последний побочный проект Поппера — John Popper & the Duskray Troubadours, исполняющий музыку корней Америки. Одноименный дебют группы на лейбле 429 Records был выпущен в марте 2011 года и спродюсирован участником группы Джоно Мэнсоном, который стал соавтором большей части материала. Первый сингл Something Sweet, написанный Мэнсоном и Брюсом Доннола, был выпущен 7 февраля 2011 года на iTunes. Мейсон и Поппер задумали проект после того, как Поппер сказал, что у него «заканчиваются идеи» для Blues Traveler, прежде чем они взяли небольшой перерыв.

## Актерское мастерство и выступления в СМИ
Поппер хорошо известен тем, что поет в комедии Братьев Фаррелли «Кингпин» с Вуди Харрельсоном, Рэнди Куэйдом и Ванессой Энджел в главных ролях, исполняющими его хит «Но все равно».
У Поппера была роль выступающего гостя в эпизоде ситкома «Розанна» как музыканта, похожего на него самого. Поппер появился в 30-й серии сериала «От побережья призраков до побережья» в качестве музыкального гостя. Поппер появился в качестве гостя в телевизионном комедийном сериале IFC Z Rock. Он играет роль самого себя и дружит с группой ZO2, помогая им заключить контракт на запись. Он также играл в «Усеянном звездами знамя» перед 4-й игрой Мировой серии 1996 года.
Поппер озвучивал художественные проекты, созданные его друзьями, в том числе «Дас Клоун», отмеченный наградами короткометражный фильм в стиле слайд-шоу, который был показан на кинофестивале «Сандэнс».
Поппер был хозяином третьей ежегодной премии Jammy Awards в 2002 году.
Он был постоянным гостем на шоу Говарда Стерна и Билла Махера, а иногда и с Дэвидом Леттерманом вместе с оркестром CBS на позднем шоу. В 2009 году он вместе с Roots снялся в эпизоде " Поздней ночи" с Джимми Фэллоном. Поппер исполнил «Something Sweet» с трубадурами Duskray на шоу TBS «Lopez Tonight» 1 марта 2011 года. Он также сидел с хаус-группой на заключительном номере шоу.
В 2016 году Поппер вместе с остальными участниками Blues Traveler сыграл эпизодическую роль в The Meddler.

## Личная жизнь
После успеха Blues Traveler Поппер жил в разных местах, в том числе в сельской Пенсильвании и Новом Орлеане. В настоящее время у него есть резиденция недалеко от Снохомиш, Вашингтон. 23 ноября 2015 года Джон и его бывшая жена Джордан приветствовали своего первого ребенка, дочь Элоизу Энн. Джон и Джордан Аулеб развелись в 2018 году.
В октябре 1992 года Поппер попал в дорожно-транспортное происшествие на мотоцикле, когда ехал в студию для записи третьего альбома Blues Traveler. В результате аварии он оказался в инвалидном кресле на несколько месяцев, но Поппер продолжал гастролировать с группой, несмотря на возникшие трудности.
В 1999 году у него случился почти смертельный сердечный приступ, вызванный годами компульсивного переедания. (За несколько лет до этого у него был диагностирован диабет.) Врачи в Cedars-Sinai Medical Center провели экстренную ангиопластику, которая спасла Попперу жизнь; у него была 95 % артериальная закупорка. Позже Поппер перенес операцию обходного желудочного анастомоза и значительно похудел.
У Поппера есть татуировка на груди, на которой написано: «Я ХОЧУ БЫТЬ ХРАБНЫМ».
В августе 2016 года он объявил о предстоящей хирургической процедуре по восстановлению сломанных позвонков на шее, что потребовало переноса и отмены некоторых шоу Blues Traveler.

### Коллекционирование оружия
Поппер — страстный коллекционер оружия, включая огнестрельное оружие, мечи и исправную пушку времен Гражданской войны в США за 10 000 долларов. Он ссылается на восхищение их эстетикой создания «эффективных, спасающих жизнь» машин. Поппер является сторонником второй поправки прав, а также появился на MTV полета АМСА круглого стола на тему контроля над огнестрельным оружием, который включал член комиссии от Альянса правоохранительных органов Америки и Гарвард "s Джона Ф. Кеннеди школы государственного управления. Он носит оружие в любом штате, где это разрешено, даже носит его на сцене. В своем выступлении на Daily Show он заявил, что решил уехать из Нью-Джерси из-за жестких законов штата об оружии. Он сказал, что у его собственности в округе Бакс, штат Пенсильвания, было 32 акра (13 га), на которых он построил частный полигон.

### Политика
Поппер является членом Либертарных партии, и ранее выразил поддержку Республиканской партии. Он поддержал Джорджа Буша на президентских выборах в США в 2004 году. В ноябре 2008 года Поппер сказал относительно Барака Обамы : «Я впервые голосовал за демократа». Джон Поппер был сторонником Рона Пола во время президентских выборов в США в 2012 году, даже участвовал в телефонных разговорах в штабе Рона Пола в Нью-Гэмпшире. Он также сыграл короткий сет во время выступления Рона Пола «We are the Future Rally», альтернативного съезда сторонников Пола, который проходил в Тампе за день до Республиканского национального съезда 2012 года.
Поппер (с Blues Traveler и без него) играл на съездах, сборах средств и церемониях как для политиков-республиканцев, так и для политиков-демократов. Он заявил, что политика не влияет на его выбор постановки выступления.
Поппер сказал: «Я был кровожадным либералом, пока не получил работу» и описывает себя как «либертарианца, который становится республиканцем, когда его толкают». Поппер подвел итог своей политической позиции, говоря: «Я верю в свободу для рынков и свободы для физических лиц, так что я думаю, что делает меня либертарианец.»
Поппер гастролировал с USO, как с Blues Traveler, так и соло. В середине 2000-х он совершил поездку по Ближнему Востоку, выступая с оркестром резерва ВВС и Джейми О’Нилом в различных военных лагерях.
Он выступал с Rock the Vote и записал «Преамбулу» для Schoolhouse Rocks the Vote! альбом.
Совсем недавно Поппер исполнил хиты Blues Traveler «Run-Around» и «Hook», а также исполнение «The Star Spangled Banner» вместе с Greensky Bluegrass для ралли Берни Сандерса «A Future to Believe In» на Safeco Field. в Сиэтле 25 марта 2016 года.

### Религия
Поппер был воспитан католиком и какое-то время учился в католической средней школе Стэмфорда в Коннектикуте. Однако во взрослой жизни активно не занимается. Он назвал себя «выздоравливающим католиком». Он написал песню «Trina Magna» как исследование своих религиозных взглядов.

### Правовая проблема
В 2003 году Поппер был арестован за хранение марихуаны. Поппер был снова арестован 6 марта 2007 года недалеко от Ритцвилля, штат Вашингтон, патрулем штата Вашингтон. Он был пассажиром в своем собственном автомобиле, который был остановлен за превышение скорости, и было обнаружено, что у него было небольшое количество марихуаны и оружия. Поппера выпустили в ту же ночь. В машине был тайник со скрытыми отсеками, в которых находились четыре винтовки, девять пистолетов, нож с выкидным лезвием, электрошокер, набор кастет и очки ночного видения. Автомобиль был временно задержан.
Никаких обвинений в отношении оружия предъявлено не было, поскольку все они были зарегистрированы и надежно заперты, и Поппер имел лицензию на их ношение, за исключением кастетов и ножа с выкидным лезвием, которые Поппер согласился передать. Была достигнута договоренность, которая позволила снять обвинение в марихуане, если Поппер в течение одного года не допускал дальнейших нарушений, связанных с наркотиками, и посещал восьмичасовые консультации по наркотикам. Поппер и водитель ехали обратно в Вашингтон из Остина, штат Техас, и Поппер любит посещать полигоны во время длительных поездок.

### Оборудование
Джон Поппер отдает предпочтение блюзовой арфе Hohner Special 20, назвав ее «Порше гармоник». С 2015 года он использует в основном свои собственные фирменные гармоники производства Fender. Поппер использует микрофоны Shure и усилители Mesa Boogie. Он также использует струны Д’Аддарио.
Поппер разработал несколько инноваций в оборудовании, чтобы приспособить его к использованию гармоник во время выступлений на сцене. Поскольку каждая отдельная диатоническая губная гармошка настроена на одну конкретную клавишу, он создал ремни с достаточным количеством карманов, чтобы вмещать гармоники во всех 12 клавишах (плюс дополнительные принадлежности), и носил их как патронташ или перекидывал через шею. Ему часто приходится переключать клавиши несколько раз в пределах одной песни, и такое расположение позволяло ему быстро менять одну губную гармошку на другую, не глядя. В 2002 году он перестал пользоваться ремнями, поскольку они больше не подходили ему по размеру из-за потери веса. Один такой пояс позже был продан за 2700 долларов в сериале Pawn Stars на History Channel. Теперь он носит свои гармошки в маленьком черном атташе. Он использует специальный микрофон с переключателями, которые изменяют звуковой эффект губной гармошки при воспроизведении через усилитель, аналогично педали гитарных эффектов. Поппер был вдохновлен игрой на гитаре Джими Хендрикса, чтобы его инструмент звучал так, как он хотел. Он сделал несколько шляп с гибкими полями и приплюснутыми накладками для губной гармошки на группе, которые он почти всегда носит во время выступлений с Blues Traveler.

### Автобиография
29 марта 2016 года, Da Capo Press выпустила автобиографию Поппера, Соси и Blow: И другие истории я не должен сказать, написанная Поппера с помощью Relix соредактор главный Дин Бадник. В книге, среди подвигов группы и множества тем, Поппер обсуждает восстановление группы после смерти басиста Бобби Шихана, создание тура HORDE, его отношения с Биллом Грэхемом и его личную борьбу с лишним весом.

## Дискография

### Соло
- Зигота (1999)
- Go Outside and Drive (The Vestal Version) сингл (1999)

### с Blues Traveler
Основные статьи: Blues Traveler § Дискография и дискография Blues Traveler
с преданными
- Дай мне Дай мне (1997)

### с Frogwings
- Кряканье у жабы (1999)

### с проектом Джона Поппера
- Проект Джона Поппера с DJ Logic (2006)

### с трубадурами Даскрей
- Джон Поппер и трубадуры Даскрей (2011)
- Something Sweet сингл (2011)

### Популярные музыкальные выступления
- «Поезд на север» из бродвейского музыкального саундтрека The Civil War: The Complete Work
- Дуэт с Эриком Клэптоном в «Рождественском блюзе» из A Very Special Christmas Live
- Дуэт с Би Би Кингом в «Back Door Santa» из A Very Special Christmas Vol. 5
- Сольный инструментальный трек «Harmonica Musings» из саундтрека к фильму «Братья Блюз 2000»; он также появился как Бастер Блюз в фильме
- «В отношении Стивена» из компиляции 2000 года VH1 Storytellers Live
- «Alone» от Уоррена Хейнса: «Благотворительный концерт», том 2
- «Дьявол получил мою женщину», «Один» и «Знак на двери» из произведений Уоррена Хейнса: концерт «Благотворительность», том 3
- «Преамбула» из «Школьного дома» поднимает голос!

### Выступления гостевой музыки
- Гармоника «Last Night» Johnny Winter «Roots»